# Brigitta Pöll
Brigitta Pöll (ur. 17 marca 1979) – austriacka lekkoatletka specjalizująca się w skoku o tyczce.

## Osiągnięcia
- wielokrotna mistrzyni kraju
- reprezentantka Austrii w zawodach Pucharu Europy

## Rekordy życiowe
- skok o tyczce (stadion) - 4,10 (2008)
- skok o tyczce (hala) - 4,10 (2007)